# Stora Kusen
Stora Kusen är en sjö i Skara kommun i Västergötland och ingår i Göta älvs huvudavrinningsområde. Storakusen får sitt vatten från Acksjömossen. Stora kusens utflöde rinner via sjön Lilla Kusen till Rörsjön.

## Galleri

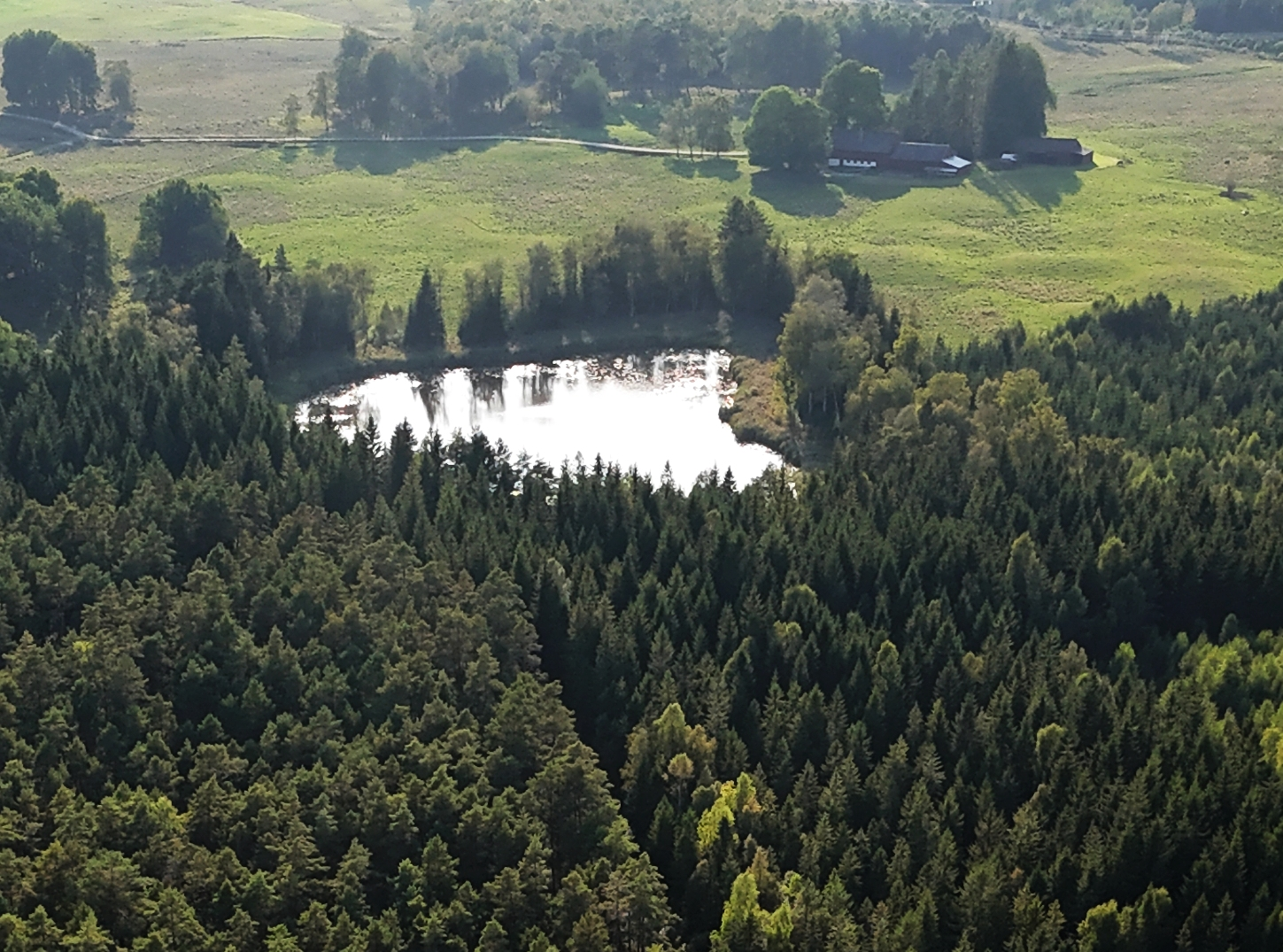
Stora kusen från öster.